# لانتانا باستازية
لانتانا باستازية (الاسم العلمي:Lantana pastazensis) هي نوع من النباتات تتبع جنس اللانتانا من الفصيلة اللويزية.